# Vampyrens kys
Vampyrens kys (originaltitel Kiss of the vampire) er en bog skrevet af J.B. Calchman og udgivet i 1996. Genren er en romantisk gyser i stil med Twilight-serien.

## Handling
Bogens hovedperson pigen Ella, der bor i den lille badeby Sankt Doves, hvor hun får øje på tilflytteren Alex. Hun ser ham nede på stranden stå og stirre ud mod havet. Ella føler sig tiltrukket af ham – faktisk så meget, at hendes forhold med kæresten Teddy bliver bragt i fare. 
En aften aften begynder der at ske underlige ting i byen: En række piger bliver angrebet af et mystisk væsen om natten, og det eneste man finder er et lille sår på pigernes hals. Pigerne husker intet fra overfaldene og byen begynder at mistænke Alex.